# Quararibea stenophylla
Quararibea stenophylla là một loài thực vật có hoa trong họ Cẩm quỳ. Loài này được Pittier miêu tả khoa học đầu tiên năm 1914.